# Frédéric-Étienne Leroux
Pour les articles homonymes, voir Leroux et Étienne Leroux (homonymie).
Frédéric-Étienne Leroux, né à Écouché, le 3 août 1836, et mort dans le 6e arrondissement de Paris, le 22 août 1906, est un sculpteur français. 

## Biographie
Étienne Leroux naît à Écouché, en France, le 3 août 1836. Il meurt dans le 6e arrondissement de Paris, le 22 août 1906,.
Étienne Leroux a sculpté principalement des sujets religieux et des monuments funéraires. Il a été plusieurs fois médaillé du Salon de Paris.

## Œuvre

### Œuvres dans les collections publiques

#### Aux États-Unis
- Boston, musée des beaux-arts : Ariane abandonnée, 1865, terre cuite[4].
- New Brunswick, Zimmerli Art Museum : La Femme japonaise, 1876, en collaboration avec Théodore Deck, grès et émaux polychromes[5].

#### En France
- Compiègne : Monument à Jeanne d'Arc.
- Coupvray : Monument à Louis Braille, 1887, bronze.
- Grasse, musée international de la Parfumerie : Marchande de violettes, 1866, dépôt du musée d'Orsay, Paris (voir ci-dessus).
- Niort : Somnolence, 1870, statue en marbre, dépôt du musée d'Orsay, Paris (voir ci-dessous).
- Paris :   
  - cimetière du Père-Lachaise (36ème Division) : Tombe de la famille Crespin, 1889, bronze[6]. Jacques François Crespin est le créateur de ce qui devint les Grands Magasins Dufayel[7].
  - église Saint-Eustache, entrée nord : Saint Denis, statue[8].
  - musée d'Orsay :
Marchande de violettes, 1866, statue en bronze, fondeurs « Charnod & son fils », œuvre acquise au salon de 1866 pour le musée du Luxembourg, affectée au musée d'Orsay (2005), en dépôt[9] au musée international de la Parfumerie à Grasse depuis 2008[10] (voir ci-dessus).
Somnolence, 1870, statue en marbre, acquis après commande[11], affectée au musée d'Orsay (1986), en dépôt au musée Musée Bernard-d'Agesci à Niort depuis 2007[12] (voir ci-dessus).
- Pont-Audemer, Le Génie de la Paix, ou Le Génie de la Patrie, ou monument aux morts de 1870, érigé en 1898 place du maréchal Gallieni.
- Rouen, musée des beaux-arts de Rouen : Rachel, statue en marbre.
- Sées, cathédrale Notre-Dame :
  - Orant de Charles-Frédéric Rousselet, 1884, statue en marbre ;
  - Orant de François-Marie Trégaro, 1899, statue en marbre.

### Œuvres non localisées, perdues ou détruites
- Les Andelys, Monument à Charles Chaplin, bronze, envoyé à la fonte sous le régime de Vichy, dans le cadre de la mobilisation des métaux non ferreux.

Œuvres de Frédéric-Étienne Leroux
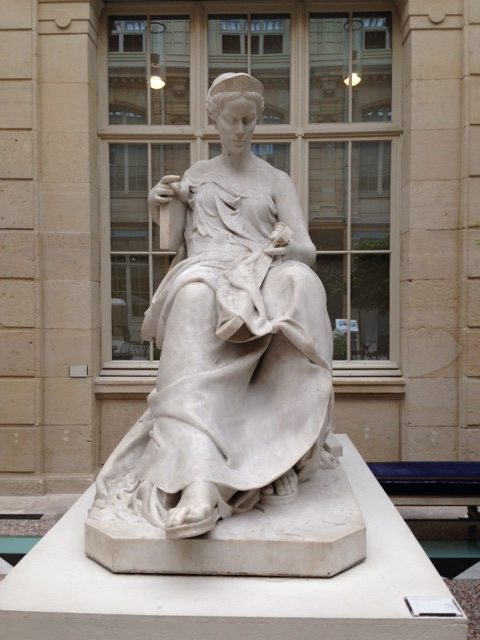
Rachel, musée des beaux-arts de Rouen.
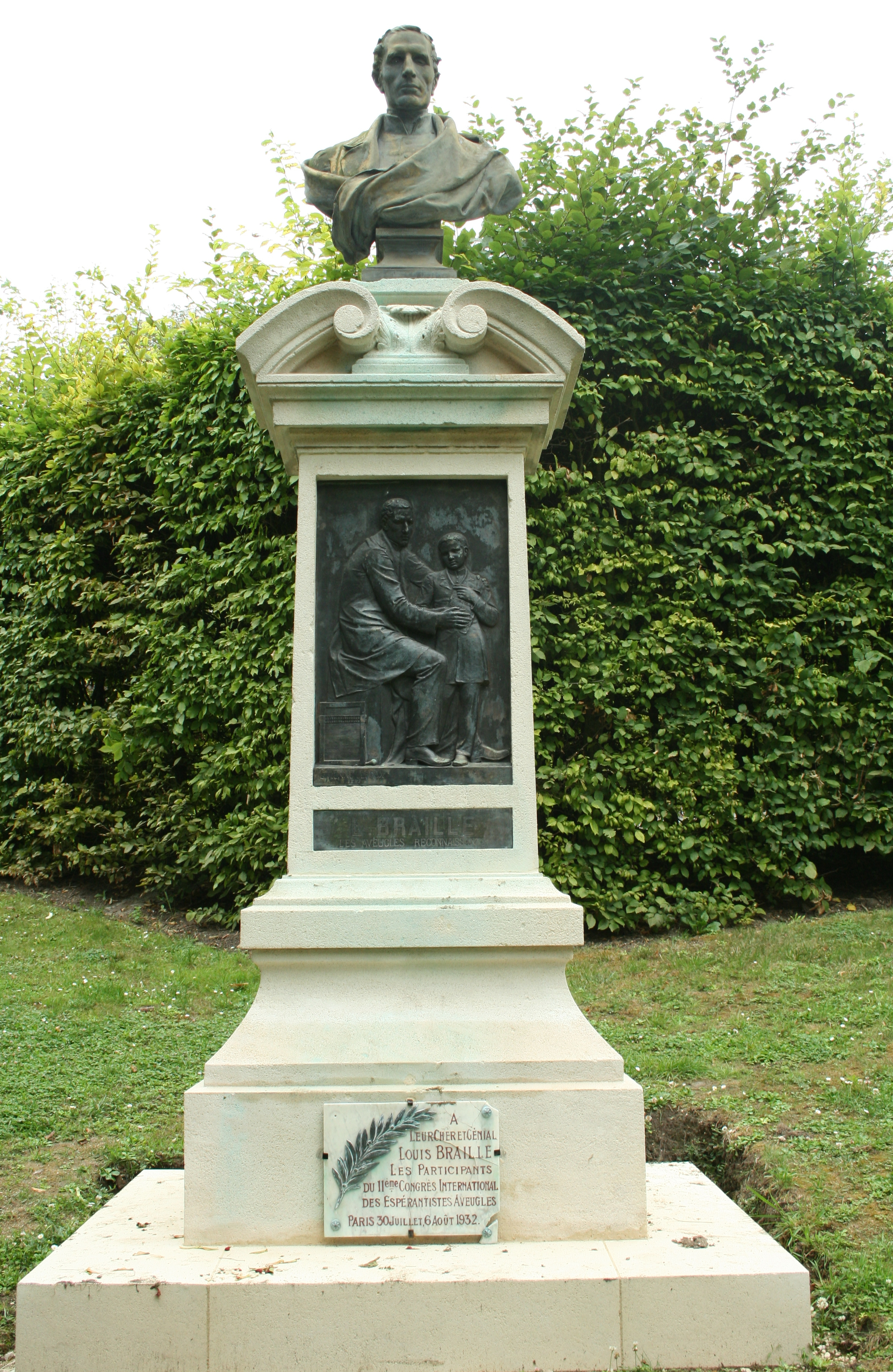
Monument à Louis Braille (1887), Coupvray.
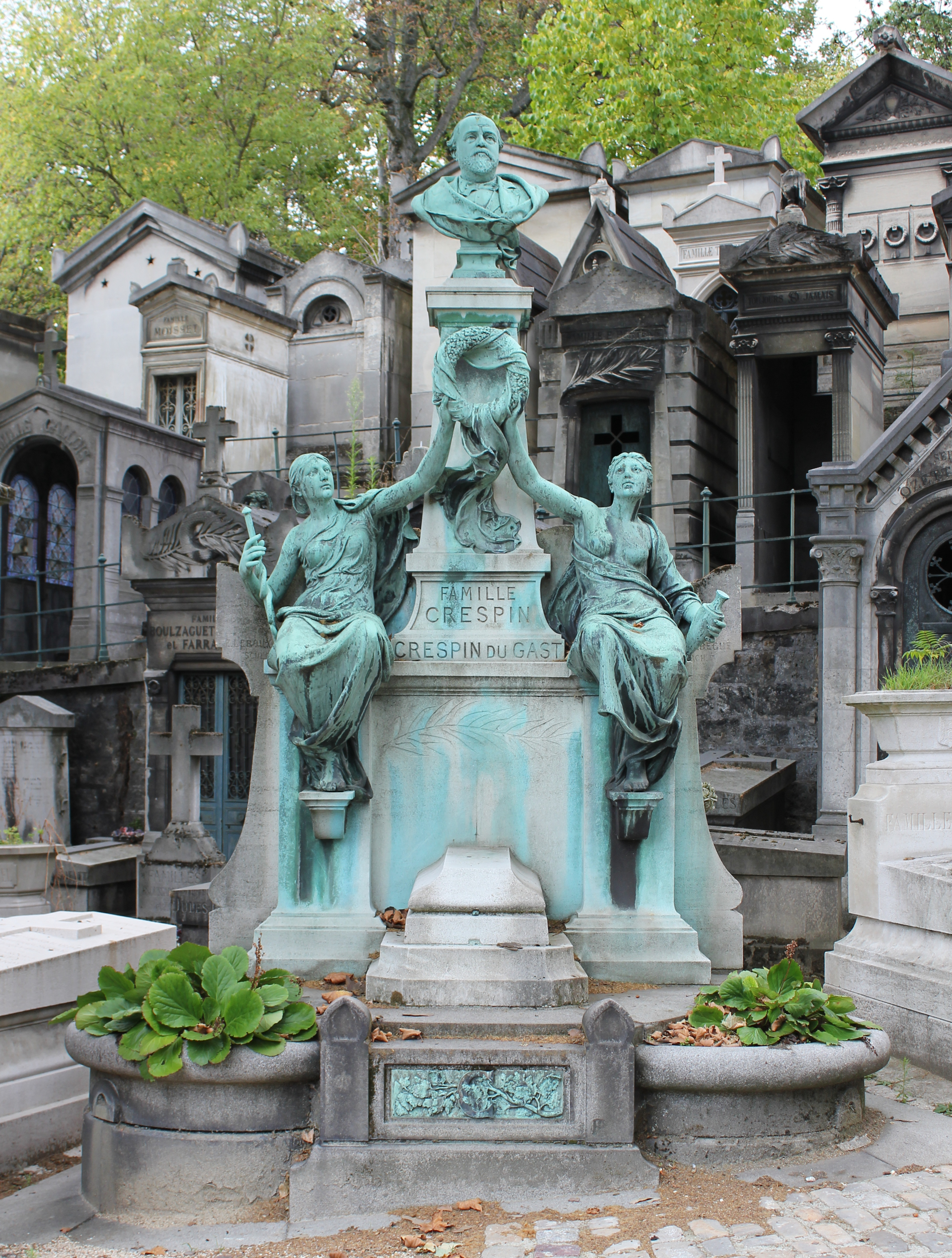
Tombe de la famille Crespin (1889), Paris, cimetière du Père-Lachaise.
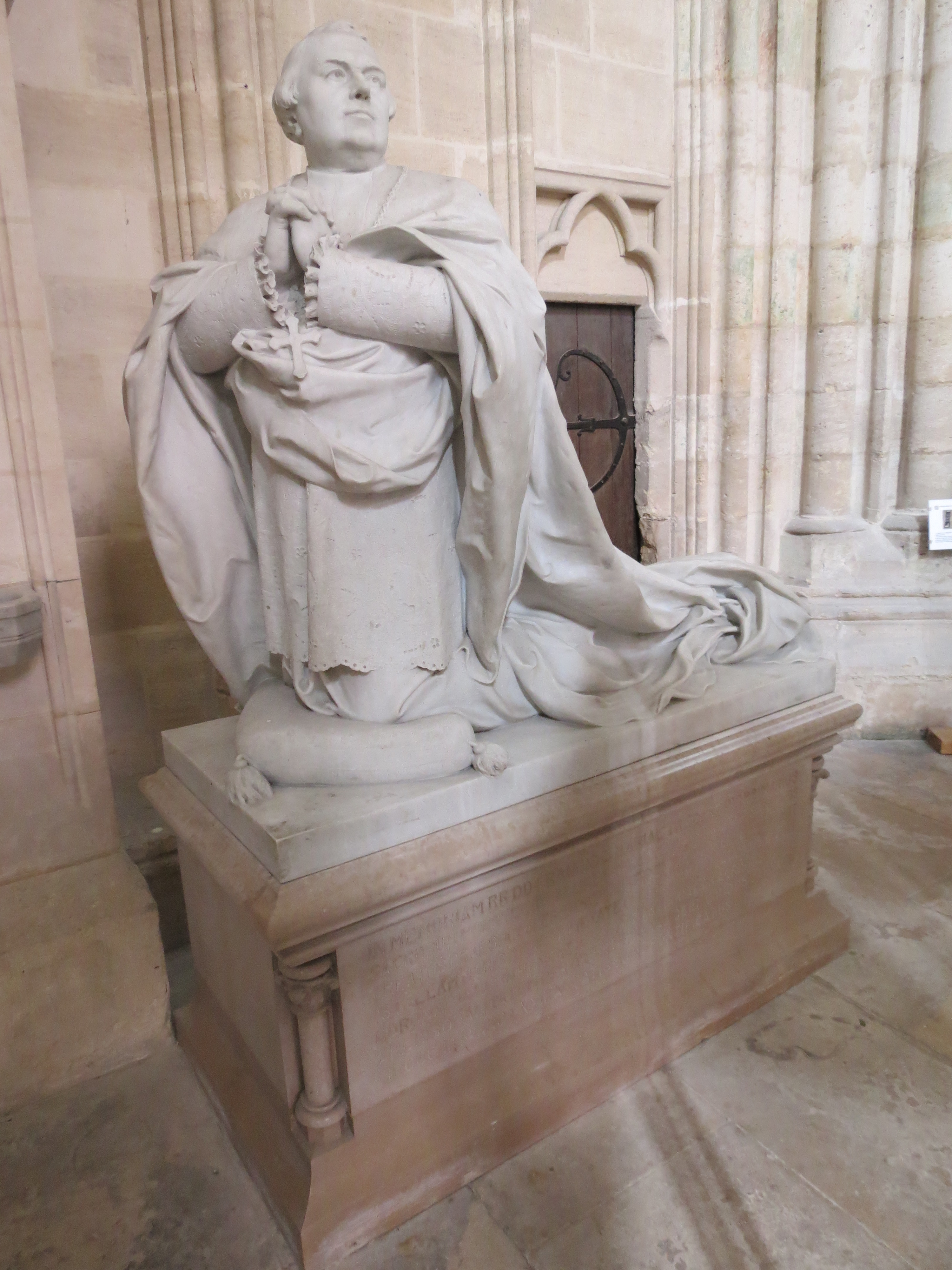
Orant de François-Marie Trégaro (1899), cathédrale Notre-Dame de Sées.
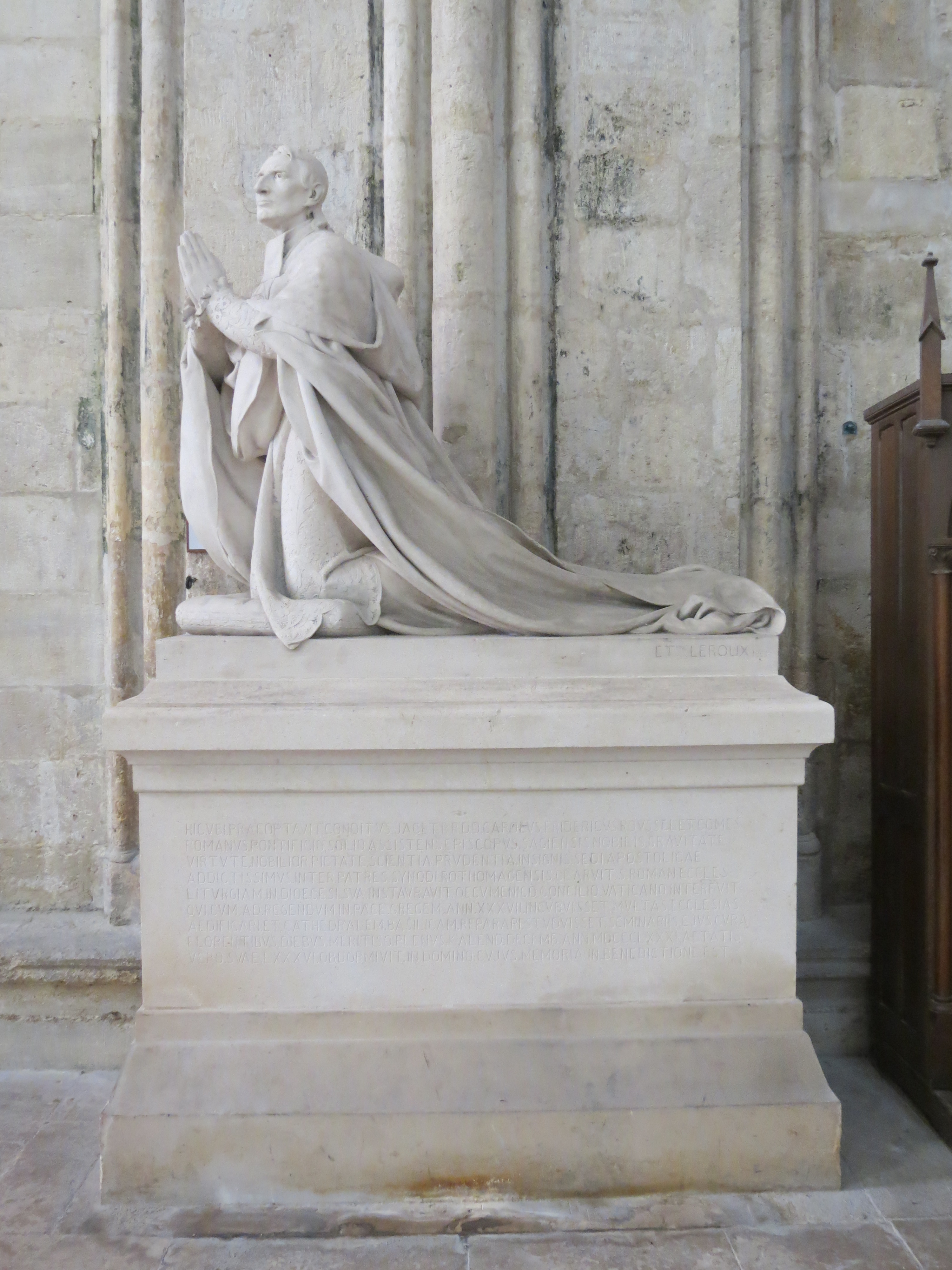
Orant de Charles-Frédéric Rousselet (1884), cathédrale Notre-Dame de Sées.